# Ofir Akunis
Ofir Akunis (hebrejsky אופיר אקוניס‎, narozen 28. května 1973 Tel Aviv) je izraelský politik a poslanec Knesetu za stranu Likud. V letech 2014 až 2015 zastával post náměstka ministra ochrany životního prostředí. Byl ministrem regionální spolupráce (2020–2021) a dvakrát ministrem vědy a technologie (2015–2020 a 2022–2024).

## Biografie
Získal vysokoškolské vzdělání balakářského typu v oboru sociálních a humanitních věd, mezinárodních vztahů a politologie. Žije v Tel Avivu, je ženatý, má dvě děti. Hovoří hebrejsky a anglicky. Sloužil v izraelské armádě, kde působil jako vojenský novinář ve vzdělávacím oddělení.

## Politická dráha
V minulosti byl mluvčím Likudu, zástupcem generálního ředitele Likudu pro otázku Public Relation, mediálním poradcem premiéra Benjamina Netanjahu a poradcem ministra financí a ministra spravedlnosti.
Do Knesetu nastoupil po volbách roku 2009, ve kterých kandidoval za stranu Likud. Od roku 2009 byl místopředsedou Knesetu, předsedou výboru pro televizi a rozhlas, členem výboru House Committee, výboru pro ekonomické záležitosti (tomu dočasně i předsedal), výboru pro zahraniční záležitosti a obranu, výboru pro státní kontrolu a výboru pro práva dětí.
Mandát obhájil rovněž ve volbách v roce 2013, volbách v roce 2015.